# Homerville
Homerville – miasto w Stanach Zjednoczonych, w stanie Georgia, siedziba administracyjna hrabstwa Clinch.